# روبن
- سم روبن
- ساموئل روبن
- روبن سوم
- روبن فنتون
- روبن فاین
- روبن داربینیان
- روبن لوفتوس-چیک
- روبن سواگ
- روبن استودارد
- روبن باراخا
- روبن بلیدز
- روبن لیماردو
- روبن نوس
- روبن یانییز
- روپن زارتاریان

- ساندویچ روبن
- آرین روبن